# 박희조
박희조(朴熙朝, 1968년 2월 7일 ~)는 대한민국의 정치인으로, 제20대 대전 동구청장이다.

## 학력
- 금산중앙초등학교 (졸업)
- 금산중앙중학교 (졸업)
- 대전대신고등학교 (졸업)
- 충남대학교 사회과학대학 (정치외교학 / 학사)

## 경력
- 국회 정책연구위원
- 한나라당 충남도당 사무처장
- 한나라당 대전시당 사무처장
- 한나라당 중앙당 대변인 행정실장
- 대통령비서실 정무수석실 행정관
- 여의도연구소 여론조사실장
- 대한장애인수영연맹 대전지부 부회장
- 새누리당→자유한국당 대전시당 사무처장
- 자유한국당→미래통합당→국민의힘 대전시당 수석대변인
- 2022.07 ~ : 제20대 대전광역시 동구청장

## 역대 선거 결과
| 실시년도 | 선거      | 대수 | 직책   | 선거구    | 정당     | 득표수   | 득표율          | 순위 | 당락 | 비고           |
| -------- | --------- | ---- | ------ | --------- | -------- | -------- | --------------- | ---- | ---- | -------------- |
| 2022년   | 지방 선거 | 20대 | 구청장 | 대전 동구 | 국민의힘 | 47,615표 | \| \| 51.59% \| | 1위  |      | 초선, 민선 8기 |
|          | 51.59%    |      |        |           |          |          |                 |      |      |                |